# Audnedal

Vest-Agder megye elhelyezkedése Norvégiában.

Audnedal község elhelyezkedése Vest-Agder megyében.

Audnedal község címere.

Audnedal község Norvégia déli Sørlandet földrajzi régiójában, Vest-Agder megyében.
Közigazgatási központja Byremo falu.
A község területe 251 km². Népessége mindössze 1613 fő (2008. január 1-jén).
Elődje, Undal község 1838-ban jött létre (lásd: formannskapsdistrikt), a jelenlegitől teljesen eltérő határokkal.
Audnedalnak nincs tengerpartja, déli szomszédai Lyngdal és Lindesnes községek, keleten Marnardal, nyugaton Hægebostad, északon Åseral, északkeleten pedig az Aust-Agder megyei Evje og Hornnes.

## Neve
Nevének óészaki alakja Auðnudalr. Az összetett szó előtagja az Auðna folyónév genitivus alakja, az utótag a „völgy” jelentésű dalr. Maga a folyónév a „pusztítás” jelentésű auðn szóból származik (valószínűleg árvizei miatt).

## Címere
Címere 1991-ben született, körfűrészt ábrázol, amely a község faiparát jelképezi.

## Érdekes helyei
Népszerű helyi kirándulóhely a Blomlinuten.
Sveindalnak helyi múzeuma van.
A Mandelselva folyó lazachorgászhely.